# Giacomo Bulgarelli
Giacomo Bulgarelli (24 d'octubre de 1940 - 12 de febrer de 2009) fou un futbolista italià de la dècada de 1960.
Fou 29 cops internacional amb la selecció italiana amb la qual participà en la Copa del Món de futbol de 1962, la Copa del Món de Futbol de 1966, els Jocs Olímpics d'Estiu de 1960 i el Campionat d'Europa de futbol 1968.
Pel que fa a clubs, defensà els colors del Bologna FC 1909, on passà gairebé tota la seva carrera.

## Palmarès
Bologna
- Serie A: 1963-64
- Coppa Italia: 1969-70, 1973-74
- Copa Mitropa: 1961
- Copa anglo-italiana de futbol: 1970

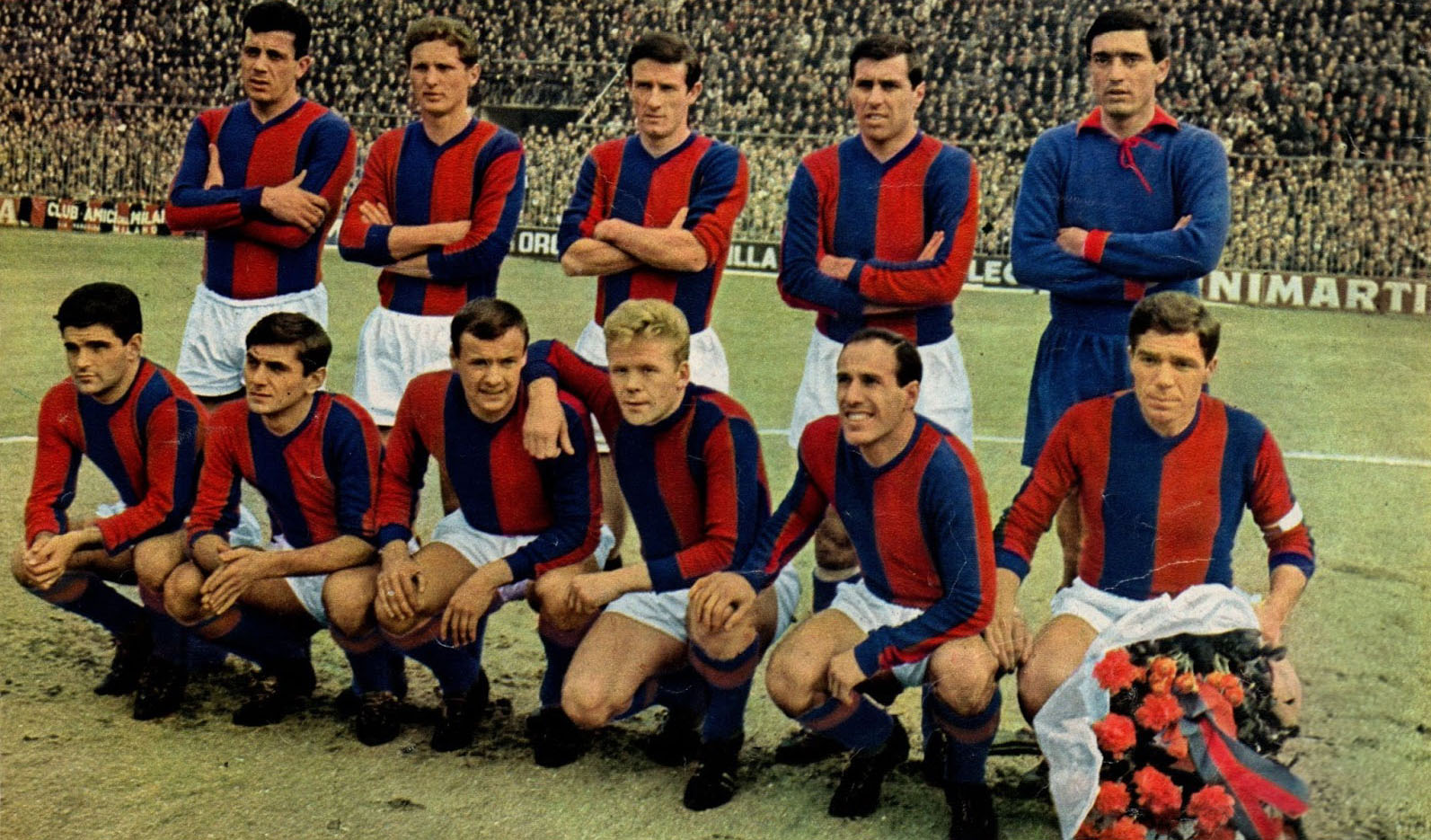
Bulgarelli (de genolls, segon per l'esquerra) a Bolonya la temporada 1963-64.

Itàlia
- Eurocopa de futbol: 1968